# Post- och Inrikes Tidningar

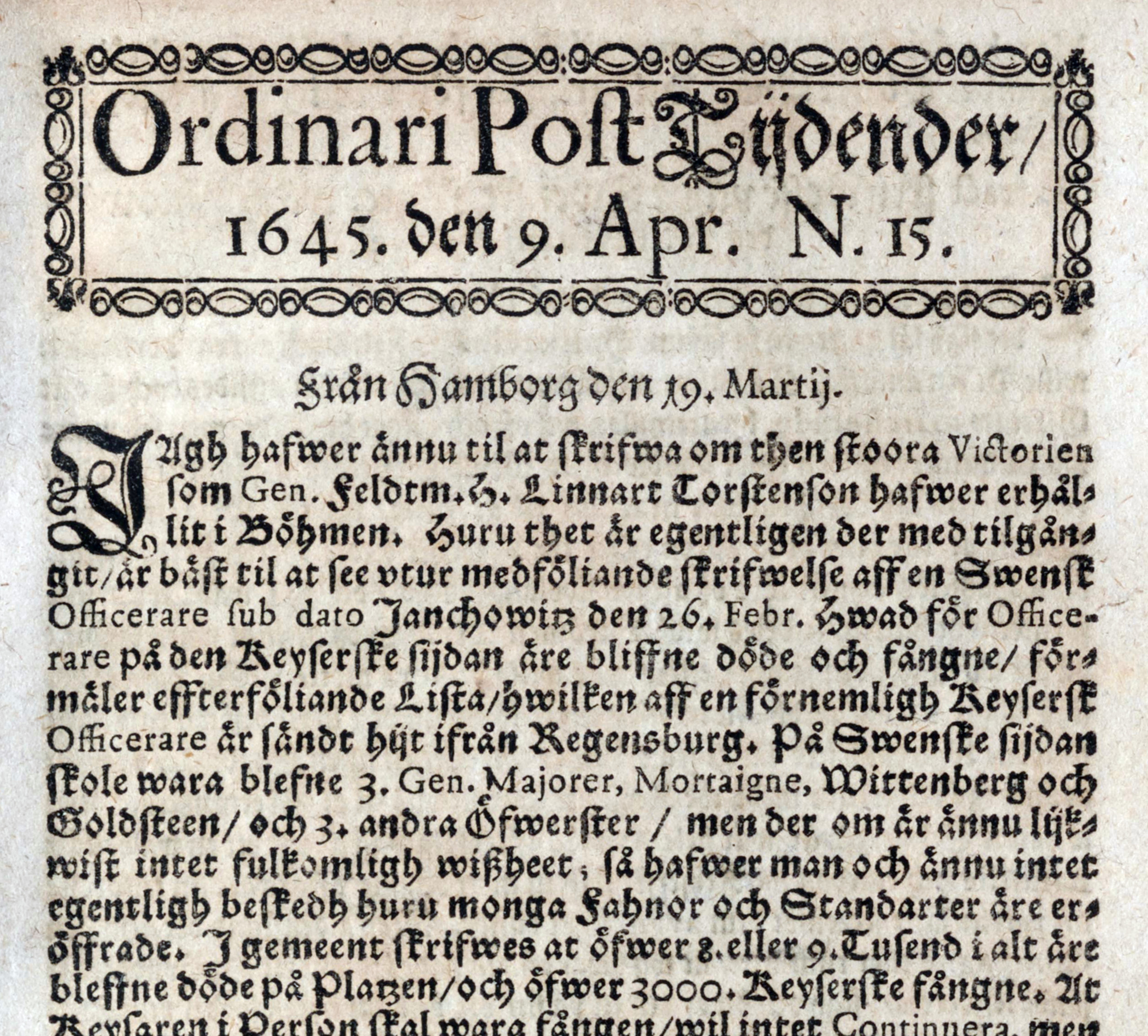
Edición n.º 15, 9 de abril de 1645.

El Post- och Inrikes Tidningar de Suecia es una publicación oficial de anuncios gubernamentales. Según la Asociación Mundial de Periódicos, es el diario más antiguo del mundo.
Lleva publicándose desde 1645, año en que fue fundado por la reina Cristina de Suecia. En él se publican anuncios de bancarrotas, embargos, etc.
A partir del 1 de enero de 2007, el diario pasó a publicarse exclusivamente en Internet en el sitio web de la Oficina de Registros de Compañías Suecas.